# Euchrysops nilotica
Euchrysops nilotica is een vlinder uit de familie van de Lycaenidae. De wetenschappelijke naam van de soort is voor het eerst voorgesteld door Per Olof Christopher Aurivillius in een publicatie uit 1904.
Deze schaarse soort komt voor in droge savannes van Senegal, Gambia, Burkina Faso, Benin, Noord-Nigeria, Niger, Noord-Kameroen, Zuid-Soedan, Oeganda, Ethiopië, Somalië en Noord-Kenia.